# Egipt na Letnich Igrzyskach Olimpijskich 1992
Egipt na Letnich Igrzyskach Olimpijskich 1992 reprezentowało 75 zawodników: 72 mężczyzn i trzy kobiety. Był to 14 start reprezentacji Egiptu na letnich igrzyskach olimpijskich.

## Skład kadry

### Boks
Mężczyźni
- Moustafa Esmail - waga musza do 52 kg - 17. miejsce,
- Emil Rizk - waga lekka do 60 kg - 17. miejsce,
- Salim Kbary - waga lekkośrednia do 71 kg - 17. miejsce,

### Hokej na trawie
Mężczyźni
- Mohamed El-Sayed Tantawy, Ibrahim Mahmoud Tawfik, Hussain Mohamed Hassan, Hisham Moustafa Korany, Gamal Fawzi Mohamed, Abdel Khlik Abou El-Yazi, Magdy Ahmed Abdullah, Gamal Ahmed Abdulla, Ashraf Shafik Gindy, Gamal Amin Abdel Ghani, Amro El-Sayed Osman, Ehab Moustafa Mansour, Mohamed Sayed Abdulla, Amro El-Sayed Mohamady, Mohamed Samir Mohamed, Wael Fahim Mostafa - 12. miejsce,

### Judo
Kobiety
- Heba Hefny - waga powyżej 72 kg - 20. miejsce,

Mężczyźni
- Ahmed El-Sayed - waga do 60 kg - 23. miejsce,
- Aiman El-Shewy - waga do 95 kg - 21. miejsce,

### Jeździectwo
- André Salah Sakakini - skoki przez przeszkody indywidualnie - 60. miejsce,

### Pięciobój nowoczesny
Mężczyźni
- Moustafa Adam - indywidualnie - 34. miejsce,
- Mohamed Abdou El-Souad - indywidualnie - 44. miejsce,
- Sherif El-Erian - indywidualnie - 60. miejsce,
- Moustafa Adam, Mohamed Abdou El-Souad, Sherif El-Erian - drużynowo - 14. miejsce,

### Piłka nożna
Mężczyźni
- Ahmed El-Sayed El-Noamany, Hady Khashaba, Haysam Abouelw, Ibrahim Mohamed El-Masry, Khaled El-Ghandour, Mohamed Youssef Abdel Razik, Mohamed Salah Ibrahim, Moustafa Ibrahim, Moustafa Sadek, Nader El-Sayed Ibrahim, Sami El-Sheshini, Tamer Abdel Hamid, Tawfik Sakr, Yasser Anwar Rayan, Yehia Nabil, Amer Hadidi El-Manzalawi, Akel Gadallah - 12. miejsce,

### Piłka ręczna
Mężczyźni
- Hosam Abdallah, Ayman Abdel Hamid Soliman, Mohamed Abdel Mohamed, Ahmed Belal, Ahmed Debes, Ahmed El-Attar, Ahmed El-Awady, Aser El-Kasaby, Khaled El-Kordy, Adel El-Sharkawy, Ashraf Mabrouk Awaad, Yasser Mahmoud, Gohar Mohamed, Amer Serageldin - 11. miejsce,

### Pływanie
Kobiety
- Rania El-Wani

50 m stylem dowolnym - 32. miejsce,
100 m stylem dowolnym - 30. miejsce,
200 m stylem dowolnym - 31. miejsce,
100 m stylem grzbietowym - 45. miejsce,
Mężczyźni
- Mohamed El-Azoul

50 m stylem dowolnym - 37. miejsce,
100 m stylem dowolnym - 52. miejsce,

### Podnoszenie ciężarów
Mężczyźni
- Hamdy Basiony Hassan - waga do 75 kg - 18. miejsce,
- Moustafa Allozy - waga d0 75 kg - nie sklasyfikowany (nie zaliczył żadnej próby w podrzucie),
- Mahmoud Mahgoub - waga do 90 kg - 16. miejsce,
- Ibrahim El-Bakh - waga do 110 kg - nie sklasyfikowany (nie zaliczył żadnej próby w rwaniu),
- Reda El-Batoty - waga powyżej 110 kg - 15. miejsce,

### Strzelectwo
- Sherif Saleh - trap - 33. miejsce,
- Tarek Sabet - trap - 52. miejsce,
- Mohamed Khorshed - skeet - 33. miejsce,
- Khaled Sabet - skeet - 51. miejsce,

Mężczyźni
- Tarek Zaki Riadh

pistolet pneumatyczny 10 m - 39. miejsce,
pistolet dowolny 50 m - 16. miejsce,

### Szermierka
Mężczyźni
- Maged Abdallah - floret indywidualnie - 41. miejsce,

### Tenis stołowy
Kobiety
- Nihal Meshref - gra pojedyncza - 33. miejsce,

Mężczyźni
- Ashraf Abdel Halim Helmy - 49. miejsce,

### Zapasy
- Ahmed Ibrahim - styl klasyczny waga do 62 kg - odpadł w eliminacjach,
- Mohyeldin Ramada Hussain - styl klasyczny waga do 82 kg - odpadł w eliminacjach,
- Moustafa Ramada Hussain - styl klasyczny waga do 90 kg - odpadł w eliminacjach,